# Roath Park
Roath Park är en park i Storbritannien.   Den ligger i kommunen Cardiff och riksdelen Wales, i den södra delen av landet, 210 km väster om huvudstaden London. Roath Park ligger 26 meter över havet.
Terrängen runt Roath Park är platt åt sydost, men åt nordväst är den kuperad. En vik av havet är nära Roath Park åt sydost.  Närmaste större samhälle är Cardiff, 3,4 km söder om Roath Park. Runt Roath Park är det i huvudsak tätbebyggt.